# Frente Popular Galega
La Frente Popular Galega (FPG) és una organització política gallega, d'ideologia comunista, nacionalista gallega i independentista. El seu òrgan d'expressió és Espiral.
La seva acció política es guia pels principis d'«independència nacional, socialisme, anticolonialisme, democràcia popular, antiimperialisme, solidaritat internacionalista i acte-organització».
La seva organització jovenil entre 2004 i 2013 fou Adiante, dissolta en 2013. A les poques setmanes de la dissolució d'Adiante naixia Xeira, que celebrà el seu Congrés Constituent a Vigo el 21 de desembre de 2013.

## Història
Quan el 1986 la UPG acceptà la participació del BNG en el Parlament de Galícia, 13 membres del seu Comitè Central, liderats per Mariano Abalo, ex-secretari general, i Xan Carballo deixaren el partit i constituïren el Colectivo Comunista 22 de marzo, que el 25 de juliol de 1986 es transformà en Partido Comunista de Liberación Nacional (PCLN). La IIIa Assemblea Nacional del BNG expulsà el PCLN per demanar el vot per a HB a les eleccions europees en comptes del BNG, que també s'hi presentava. El juliol de 1988 el PCLN i Galicia Ceibe-OLN, juntament amb altres organitzacions menors de caràcter local com els Col·lectius Nacionalistes de Trasancos i Vigo, els Grups Independentistes Gallecs de Santiago de Compostel·la i el col·lectiu "Iskeiro" de Ferrol, van formar la FPG. La seva presentació pública va tenir lloc el 10 de març de 1988 i l'Assemblea Constituent es va celebrar els dies 16 i 17 de juliol de 1988.

### La Posició Soto

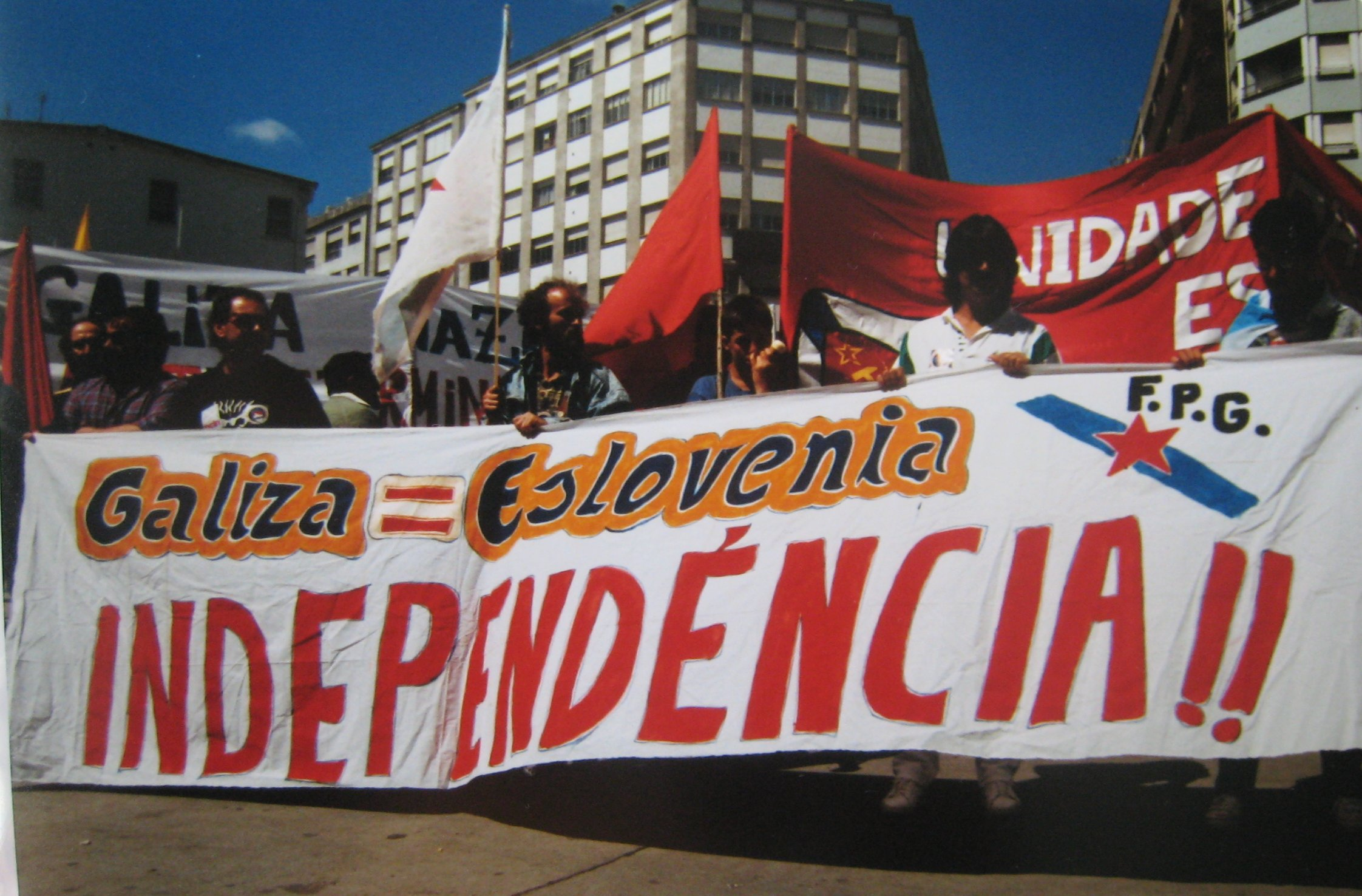
Pancarta del FPG en la manifestació del Día da Patria de 1991, Santiago de Compostel·la.

Durant 1989 sorgeixen les primeres tensions en la FPG, especialment arran de la campanya de lluita armada duta a terme per l'Exército Guerrilheiro do Povo Galego Ceive (EGPGC), dels quals es va desvincular el PCLN i, més especialment, Mariano Abalo. En juny de 1989 els sectors que recolzaven les accions de l'EGPGC es van escindir de la FPG per constituir l'Assembleia do Povo Unido (APU), i la FPG es va inscriure en el registre de partits polítics del Ministeri de l'Interior.
En la II Assemblea Nacional de la FPG, celebrada en 1992, es reprenen els contactes amb la UPG i es reforça la línia leninista, apostant també pel manteniment d'una alternativa autònoma, crítica i autocrítica amb el seu entorn polític i amb si mateixa. També aquest any, el grup editor de la revista Espiral, liderat per l'escriptor Xosé Luís Méndez Ferrín, es va incorporar al FPG.
En 1994, Mariano Abalo anuncia que la FPG deixa de ser una organització frontista i es converteix en una organització obrera de caràcter partidari, postulada en favor de la «República Popular Galega» i d'un Estat socialista.
L'anomenada «Posició Soto» va marcar l'horitzó estratègic d'aquesta nova etapa, en la qual es va intentar una aproximació al Bloc Nacionalista Gallec (BNG), arribant a sol·licitar formalment la seva integració, sense èxit, en 1994. En la referida «Posició Soto», en la dècada del 1990, la FPG va proposar un front ampli que inclogués tot l'espectre a l'esquerra del PSOE amb presència en Galícia com el BNG, el Partit Socialista Gallec-Esquerda Galega (PSG-EG), l'Assembleia do Povo Unido (APU), el Partido Galeguista, Esquerda Unida (EU), el Partido Comunista do Povo Galego (PCPG), Inzar i el PCE(r), entre altres forces.

### El front ampli d'esquerres
Des de 2007 la FPG es presenta a les eleccions municipals a Cangas de Morrazo coaligats amb Esquerda Unida (secció gallega d'IU) i el Partido Comunista do Povo Galego (antiga secció del PCPE a Galícia), sota el nom d'Alternativa Canguesa de Esquerdas (ACE).
El 5 de juny de 2010 la FPG va participar en l'acte de Refundando a Esquerda, organitzat per EU, que es va celebrar en el Teatre Principal de Santiago de Compostel·la i que va explicar també amb la presència d'altres organitzacions com el sindicat CUT, la Marcha Mundial das Mulleres i altres persones a títol individual. En aquell acte, el secretari general de la FPG, va recordar processos passats de concentració de l'esquerra com el Front Popular en la dècada de 1930 a nivell estatal.
En 2011 el FPG es va presentar per primera vegada a Redondela, obtenint 613 vots i quedant-se molt prop d'aconseguir un regidor. També es va presentar per segona vegada a Vigo, millorant lleument els seus resultats.
El 12 de maig de 2012 es va celebrar una Conferència Nacional de la FPG en la qual es va apostar per la construcció d'un nou referent polític en defensa dels interessos de les classes populars gallegues. S'hi va reconèixer el treball comarcal i local de base al voltant d'un Novo Proxecto Común (nou projecte comú), amb la qual cosa es va apostar per treballar a fons en les assemblees obertes i democràtiques, considerant que donaven garanties de representativitat a la militància de base.
L'agost de 2012, la FPG va anunciar un acord amb Esquerda Unida (EU) per avançar en la unitat d'acció dins d'un projecte més ampli amb les coordinades posades en l'esquerra i en l'autodeterminació de Galícia, reafirmant-se en la seva línia històrica d'unir sobirania nacional i lluita de la classe obrera.
Des de les eleccions al Parlament de Galícia de 2012 es presenta dins d'ANOVA-Irmandade Nacionalista i demana el vot per a aquesta formació o la coalició electoral que integri.

## Evolució del voto
En els resultats que es mostren a continuació se sumen els vots de ACE amb els de el FPG en altres ajuntaments.
| Eleccions                                 | Vots  | %    | Diputat(s) |
| ----------------------------------------- | ----- | ---- | ---------- |
| Eleccions al Parlament de Galícia de 1997 | 3.395 | 0,22 | 0          |
| Eleccions al Parlament de Galícia de 2001 | 3.176 | 0,21 | 0          |
| Eleccions al Parlament de Galícia de 2005 | 2.982 | 0,18 | 0          |
| Eleccions al Parlament de Galícia de 2009 | 2.903 | 0,17 | 0          |

| Eleccions                                | Vots  | % (a Galícia) | Regidor (s) |
| ---------------------------------------- | ----- | ------------- | ----------- |
| Eleccions municipals espanyoles de 1999  | 645   | 0,04          | 1           |
| Eleccions municipals espanyoles de 2003  | 967   | 0.06          | 1           |
| Eleccions municipals espanyoles de 2007  | 2.434 | 0,14          | 2           |
| Eleccions municipals espanyoles de 2011. | 2.924 | 0,19          | 2           |